# Ludmilla Schollar

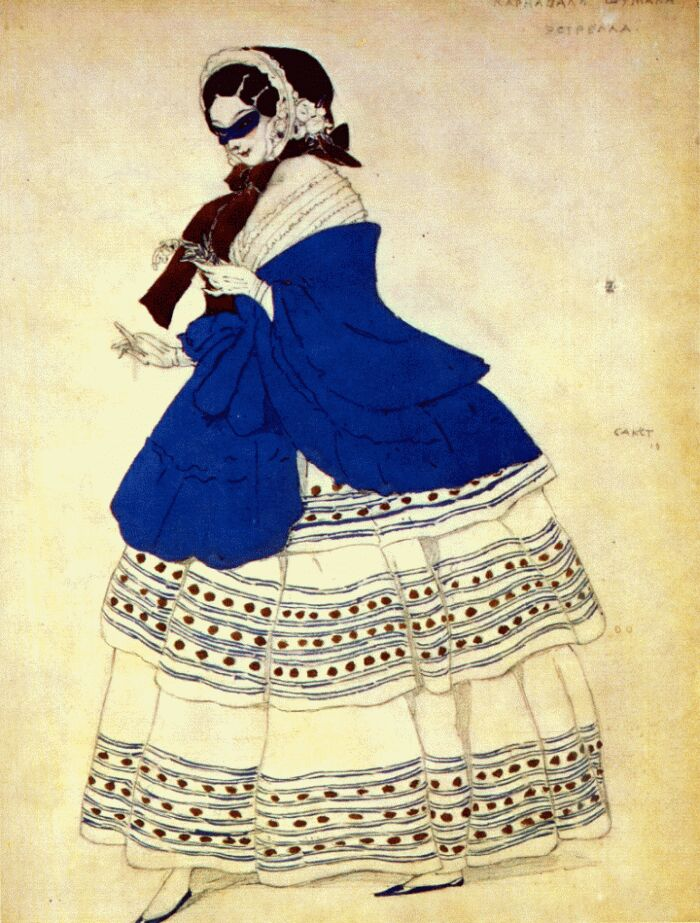
Léon Bakst: Figurine der Estrella im Ballett Carnaval. Kostümentwurf für Ludmilla Schollar (1910)

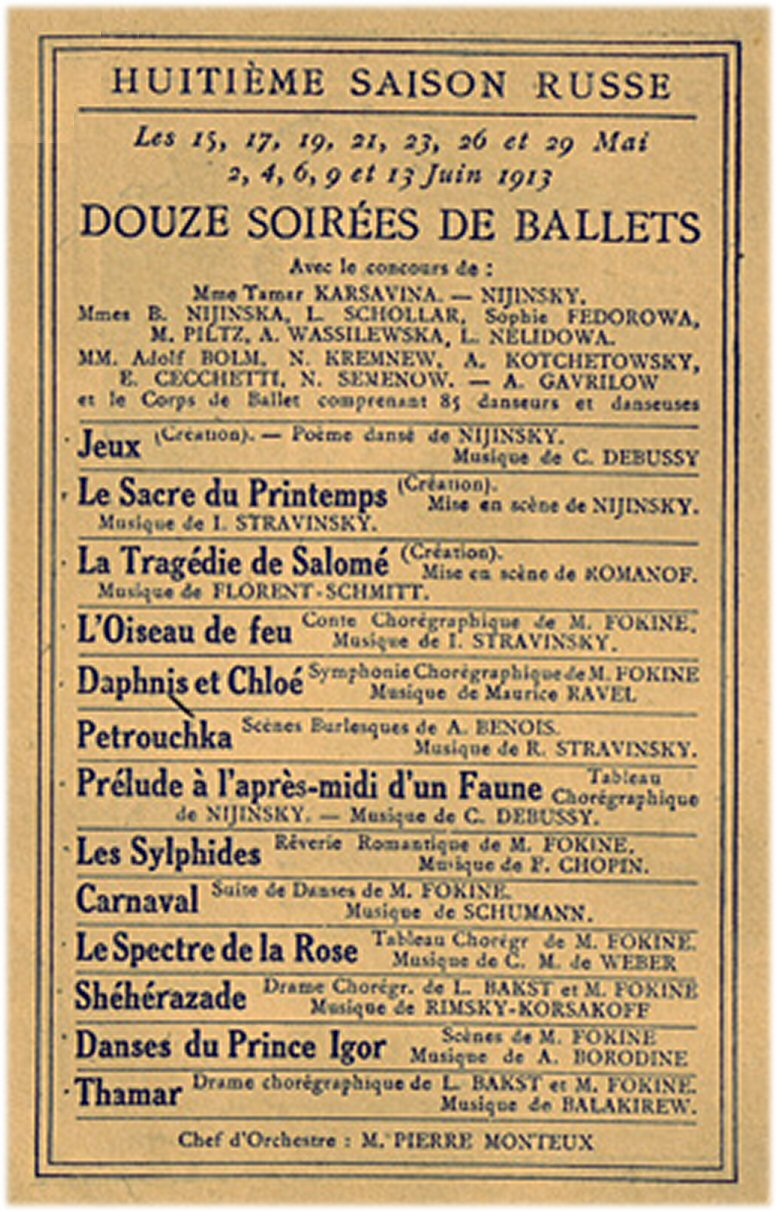
L. Schollar angekündigt als Solistin der Ballets Russes (1913)

Ludmilla Schollar, auch Lyudmila Frantzevna Shollar (russisch Людмила Францевна Шоллар; * 15. März 1888 in St. Petersburg, Russisches Kaiserreich; † 10. Juli 1978 in San Francisco) war eine russische Balletttänzerin.

## Leben
Ludmilla Schollar wurde an der Kaiserlichen Ballettschule bei Michel Fokine ausgebildet und machte 1906 ihren Abschluss als Solotänzerin am Mariinski-Theater, wo sie bis 1914 engagiert war. Zwischen 1909 und 1914 war sie wiederholt Mitglied der Ballets Russes Sergej Djagilews, die regelmäßig Tourneen durch Westeuropa machte.
Schollar tanzte bei Fokine eine Solistenrolle in Cléopâtre (1909), die Estrella in Carnaval (1910), die Straßentänzerin in Petruschka (1911), eine Odaliske in Shéhérazade (1913) und einen Schmetterling in Les Papillons (1914).
Da Bronislava Nijinska 1913 schwanger war, erhielt Schollar neben Tamara Karsawina die Rolle der zweiten Tennisspielerin in Vaslav Nijinskys Uraufführungschoreografie von Claude Debussys Dreipersonenstück Jeux (1913).
Während des Ersten Weltkriegs war sie als Krankenpflegerin beim Roten Kreuz tätig, wurde verwundet und erhielt die russische St. Georgs-Medaille. 1917 kehrte sie nach Russland zurück. Sie arbeitete während der Bürgerkriegsjahre bis 1921 wieder am Mariinsky-Theater.
1921 heiratete Schollar den Tänzer Anatole Vilzak, der bei Djagilews Ballets Russes ein Engagement als Solotänzer erhielt, und sie gingen wieder nach Westeuropa. 1921 tanzte sie in der Londoner Produktion der Ballets Russes die Rolle der „Weißen Katze“ in Dornröschen in der Choreographie von Marius Petipa und Nikolai Sergejew. Das Engagement endete 1925 bei einem Lohnstreik der Tänzer. Beide zogen 1926/27 an das Teatro Colón nach Buenos Aires. In der Folgezeit tanzte sie noch in Ballettkompanien von Ida Rubinstein und Bronislava Nijinska. 1934/35 machten sie eine Tour mit dem Dandré-Levitoff Russian Ballet nach Australien.
Von 1935 an arbeiteten beide als Ballettlehrer in New York City, von 1936 bis 1940 an der School of American Ballet und danach in einer eigenen Ballettschule. 1963 gingen sie an die Washington School of Ballet und ab 1965 arbeiteten sie an der San Francisco Ballet School. 1977 zog sie sich aus dem Arbeitsleben zurück.
In der filmischen Biografie Nijinsky 1980 von Herbert Ross wurde Schollar von der britischen Tänzerin Genesia Rosato dargestellt.

## Dokumente (Auswahl)
- A ballerina prepares. Garden City, N.Y. : Doubleday, 1982 (as taught by Ludmilla Shollar and Anatole Vilzak ; notated by Laurencia Klaja ; drawings by Selene Fung)
- Ludmilla Shollar und Anatole Vilzak als Columbine und Harlequin in Le carnaval, ca. 1920, Foto bei NLA (Urheberrechte beachten)
- Ludmilla Schollar in Australia, zwei Fotos mit Schollar, bei: Michelle Potter (Urheberrechte beachten)